# Aut

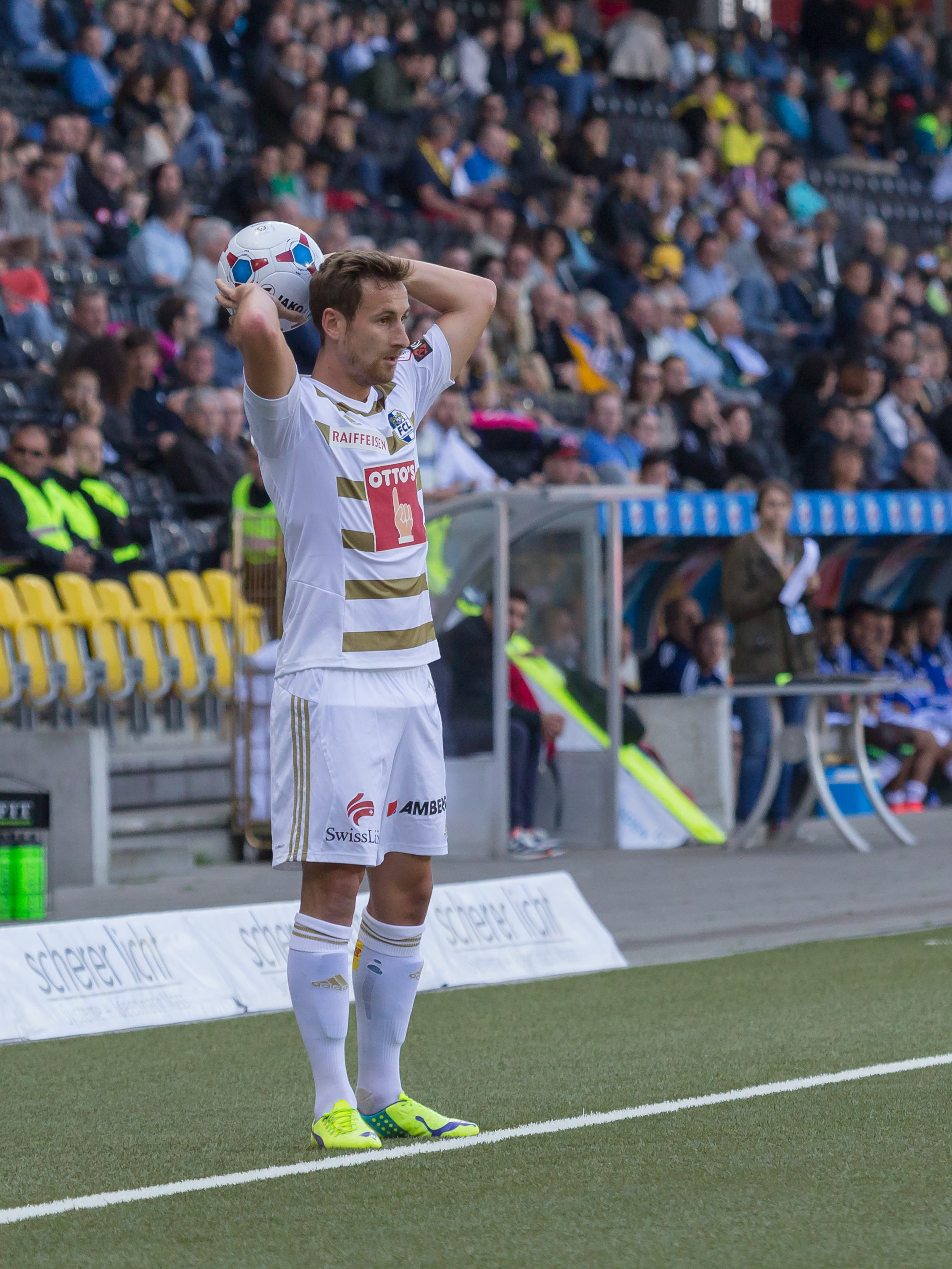
Fotbalista se připravuje k znovuuvedení míče do hry vhazováním, když předtím na tomto místě přešel míč přes postranní čáru do autu

V některých míčových sportech se jako aut, out či zámezí označuje situace, při které se míč (popř. hráč s míčem) dostane mimo vymezenou hrací plochu.

## Využití
Velká část sportovních disciplín provozovaných na přesně vymezeném hřišti zná přestupek spočívající v tom, že míč (případně hráč s míčem) opustí vymezený prostor hřiště. (Někdy též pokud se dotkne stropu nebo předmětu či osoby mimo hrací plochu.)
Ve sportech, ve kterých týmy bojují o míč na společném hřišti (basketbal, fotbal, ragby, pozemní hokej), je zpravidla trestem ztráta míče ve prospěch soupeře, který míč do hry uvede předepsaným způsobem (typicky vhazováním či jiným rozehráním z místa, kde míč hrací plochu opustil, ve fotbale též rohovým kopem). V některých sportech (lední hokej, florbal) je hřiště obehnáno mantinelem, aby se míč (nebo puk) pokud možno udržoval na hrací ploše; v takových sportech nastává podobná situace méně často.
Ve sportech hraných na hřišti odděleném sítí (volejbal, tenis, badminton, nohejbal) bývá důsledkem bodový zisk protistrany, po kterém hra pokračuje standardně novým podáním.

## Posuzování
Jednotlivé sporty se liší definicí toho, kdy už je míč mimo hrací plochu. Např. ve fotbale musí míč zcela opustit hrací plochu celým svým objemem (tzn. nejvnitřnější bod míče musí být až za nejvzdálenějším bodem čáry), aby se jednalo o aut; v basketbale stačí, když se míč (nebo hráč, který ho drží) dotkne hraniční čáry, naproti tomu však hráč, který stojí uvnitř hřiště, smí držet míč ve vzduchu i mimo hřiště. V tenise či volejbale je rozhodující ta část míče, která se dotkla země, a pokud se alespoň částečně dotkla čáry, o aut se nejedná. Zejména v těchto sportech se někdy používají elektronické prostředky, které rozhodčím pomáhají rozhodnout, zda se jednalo o aut: buď zpětným zkoumáním videonahrávky, nebo specializovanými automatickými systémy označovanými např. jako „jestřábí oko“.